# Gianella Palet
Gianella Palet (Mendoza, 5 de julio de 2000) es una argentina jugadora de hockey sobre césped, que compite en la categoría de hockey 5, Sub-18 de su equipo nacional y participó en estos Juegos Olímpicos de la Juventud de Buenos Aires 2018.